# Cornelia (Frau Caesars)
Cornelia (* um 94 v. Chr.; † 69/68 v. Chr.) war die erste Frau des römischen Senators und späteren Diktators Gaius Julius Caesar.
Sie war die Tochter von Lucius Cornelius Cinna, einem popularen Politiker und Konsul der Jahre 87 bis 84 v. Chr., der sie im Alter von 10 Jahren etwa 85/84 v. Chr. mit dem damals 16-jährigen Caesar verheiratete, dem Neffen seines verstorbenen politischen Weggefährten Gaius Marius.
Nach seinem Sieg im Bürgerkrieg 82 v. Chr. forderte der Diktator Sulla Caesar auf, sich von Cornelia scheiden zu lassen, was Caesar aber ablehnte. Um 76 v. Chr. brachte Cornelia das einzige Kind des Paares, die Tochter Julia, zur Welt. Cornelia starb 69 oder 68 v. Chr., während der Quästur ihres Mannes. Caesar hielt ihr auf dem Forum eine Leichenrede, was sonst nur bei älteren Frauen üblich war. Dies fasste das Volk als Zeichen der Zuneigung und Liebe zur verstorbenen Ehefrau auf; die Leichenrede förderte deshalb seine Popularität.